# Pauri
Pauri är en ort i Indien.   Den ligger i distriktet Pauri Garhwal och delstaten Uttarakhand, i den norra delen av landet, 220 km nordost om huvudstaden New Delhi. Pauri ligger 1 532 meter över havet och antalet invånare är 26 514.